# مرقد هارون ولايت
مرقد هارون ولايت (بالفارسية: امامزاده هارون ولایت) هو مرقد شيعي تاريخي يعود إلى قرن 10 هـ، ويقع في أصفهان.